# Estación de Port Comercial
Port Comercial | La Factoria es una estación de la Línea 10 del Metro de Barcelona, ubicada sobre un viaducto en la calle A de la Zona Franca, a la altura de la calle 27, junto a la factoría de SEAT. Se inauguró el día 7 de noviembre de 2021, cuando llegaron a la Línea 10 del Metro de Barcelona trenes adaptados de la serie 9000, provenientes de la Línea 4 del Metro de Barcelona.
Da servicio al polígono de la Zona Franca y a instalaciones del Puerto de Barcelona como el centro de salvamento marítimo.

## Características
Comparte la misma estructura de construcción que ZAL | Riu Vell, Ecoparc y Zona Franca, estando las cuatro estaciones sobre viaducto (las únicas estaciones del Metro de Barcelona en superficie). El viaducto debe continuar hasta Pratenc, pero termina abruptamente en ZAL-Riu Vell, quedando la continuación sin fecha de construcción, ya que es un proyecto que actualmente no se estudia ni está sobre la mesa.

## Historia
La estación fue proyectada dentro del trazado de la nueva L9/L10 en el Plan Director de Infraestructuras (PDI) 2001-2010. Inicialmente fue denominada Zona Franca | Port. En abril de 2017 la Comisión de Nomenclatura de la Autoridad del Transporte Metropolitano (ATM), de acuerdo con el Ayuntamiento de Barcelona, acordó cambiar el nombre por La Factoria y posteriormente, en noviembre de mismo año, la ATM aprobó el definitivo Port Comercial.
El 13 de octubre de 2003 el consejero Felip Puig inauguró las obras de construcción del viaducto de la calle A, sobre el que se ubica la estación, cuya entrada en servicio estaba inicialmente prevista para 2006. Sin embargo, las obras en el ramal sur de la L10 sufrieron numerosos retrasos debido a problemas en la financiación y en los trabajos de perforación de la tuneladora. En 2015 terminó la construcción del viaducto, pero las estaciones previstas sobre esta infraestructura quedaron sin finalizar por falta de presupuesto para completar su acondicionamiento. En 2016, con la entrada en servicio de la L9 Sud, los trenes empezaron a circular por el viaducto sin realizar parada en la estación, utilizándolo como ramal técnico hasta las cocheras y talleres de la ZAL.
La Generalidad de Cataluña, ha aprobado el 9 de diciembre de 2020 un crédito del Banco Europeo de Inversiones que permitirá completar las obras del tramo central, aunque esta estación se inauguró el 7 de noviembre de 2021.

## Líneas
| << cabecera                    | < estación | línea | estación >  | cabecera >>    |
| ------------------------------ | ---------- | ----- | ----------- | -------------- |
| Metro                          |            |       |             |                |
| ZAL \| Riu Vell Pratenc (20??) | Ecoparc    |       | Zona Franca | Collblanc Gorg |